# American Conference
Pour les articles homonymes, voir AAC.
L'American Conference (anciennement American Athletic Conference), également connue sous la dénomination The American, est une conférence sportive universitaire aux États-Unis regroupant treize universités considérées comme membres à part entière et six autres considérées comme membres affiliés.
Elles participent aux compétitions sportives organisées au sein de la Division I de la NCAA. Les programmes de football américain concourent au sein de la NCAA Division I FBS.
Les universités membres représentent une gamme d'universités de recherche privées et publiques de différentes tailles d'effectifs, situées principalement dans les zones métropolitaines urbaines des régions du Nord-Est, du Midwest et du Sud des États-Unis.
La conférence Big East à l'origine de l'American Athletic Conference (AAC), était considérée comme l'une des six conférences universitaires les plus puissantes de l'ère des Bowl Championship Series (BCS) dans le football américain universitaire. Avec l'avènement du College Football Playoff en 2014, l'American est devenue une conférence du « Groupe des cinq » (Group of Five) qui partage une sélection automatique dans les matchs de bowl du Nouvel An.

## Histoire
La conférence est fondée en 2013, après la scission de la Big East Conference.
L'American Athletic Conference (AAC) est le produit de bouleversements importants au sein de l'ancienne Big East au cours de la période de réorganisation des conférences entre 2010 et 2014. C'est l'une des deux conférences à émerger de la Big East en 2013, une conférence entièrement consacrée aux sports tandis que l'autre, qui ne sponsorise pas le football américain, a racheté le nom de la Big East Conference. L'AAC a hérité de la structure de l'ancienne Big East et est le successeur légal de cette conférence. Cependant, les deux conférences revendiquent 1979 comme date de fondation et la même histoire jusqu'en 2013.
Le 21 juillet 2025, la conférence annonce qu'elle a changé son nom, et qu'elle s'appellera désormais American Conference, abandonnant le terme « Athletic ». Ce changement s'inscrit dans une stratégie de marque globale comprenant un nouveau slogan, « Built to Rise », un nouveau logotype et « Soar the Eagle », symbole présenté comme le premier « ambassadeur de marque » d'une conférence sportive universitaire. Ce changement de nom inclut également un nouveau site web, lancé le 24 juillet, à l'occasion des journées de la presse de l'American Conference.
L'American Conference a son siège à Irving au Texas, et est dirigée par le commissaire Tim Pernetti, qui a remplacé Mike Aresco, parti à la retraite, le 1er juin 2024.

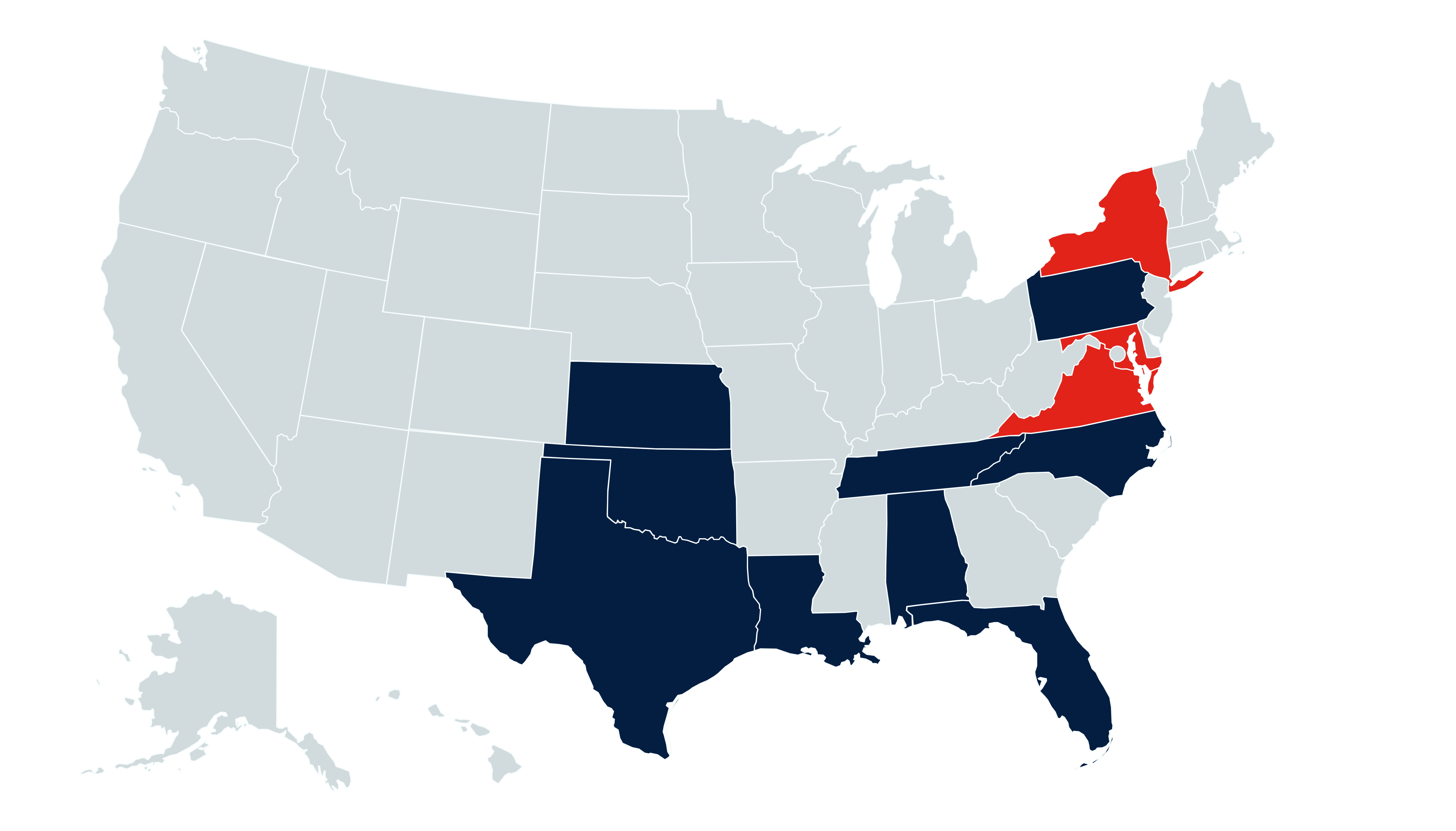
Localisation de l'American Conference

En 2020, l'université du Connecticut (UConn) quitte l'AAC, son programme de basketball retournant dans la Big East, son programme de football américain devenant Indépendant.
Le 10 septembre 2021, la Big 12 annonce qu'elle ajoutera à sa conférence, probablement en 2023, quatre nouveaux membres dont trois issus de l'American Athletic Conference : Cincinnati, Houston et UCF. Le mois suivant, l'AAC annonce l'arrivée de six universités membres de la Conference USA à une date encore à déterminer, soit Charlotte, Florida Atlantic, North Texas, Rice, UAB et UTSA.
En octobre 2023, la conférence annonce que l'Army (l'académie militaire de West Point) rejoindra la conférence pour le football américain uniquement à partir de juillet 2024. C'est à cette date que SMU quitte la conférence pour rejoindre l'Atlantic Coast Conference (ACC).
Le 25 octobre 2024, Missouri State annonce qu'il deviendra membre associé du football masculin à compter de l'automne 2025. Le 12 décembre, James Madison, Liberty et Marshall, membres associés au niveau de leur équipe de crosse féminine annoncent que leurs équipes féminine de natation et de plongeon rejoindront également la conférence pour le début de la saison 2025-26.

## Sports
| Sports masculins - Athlétisme en plein air - Athlétisme en salle - Baseball - Basket-ball - Cross-country - Football (Soccer) - Football américain - Golf - Natation - Tennis |  | Sports féminins - Athlétisme en plein air - Athlétisme en salle - Basket-ball - Cross-country - Crosse féminine - Football (Soccer) - Golf - Natation - Softball - Tennis - Volley-ball |

## Les membres actuels
| Institutions                               | Siège                          | Fondation | Type                 | Surnom                    | Rejoint    |
| ------------------------------------------ | ------------------------------ | --------- | -------------------- | ------------------------- | ---------- |
| Université de Caroline du Nord à Charlotte | Charlotte, Caroline du Nord    | 1946      | Publique             | 49ers de Charlotte        | 2023       |
| Université de l'Est de la Caroline         | Greenville, Caroline du Nord   | 1907      | Publique             | Pirates d'East Carolina   | 2014       |
| Université Florida Atlantic                | Boca Raton, Floride            | 1964      | Publique             | Owls de Florida Atlantic  | 2023       |
| Université de Floride du Sud               | Tampa, Floride                 | 1956      | Publique             | Bulls de South Florida    | 2005       |
| Université de Memphis                      | Memphis, Tennessee             | 1912      | Publique             | Tigers de Memphis         | 2013       |
| Université du Nord du Texas                | Denton, Texas                  | 1890      | Publique             | Mean Green de North Texas | 2023       |
| Université Rice                            | Houston, Texas                 | 1891      | Privée               | Owls de Rice              | 2023       |
| Université Temple                          | Philadelphie, Pennsylvanie     | 1884      | Hybride public-privé | Owls de Temple            | 1991, 2012 |
| Université Tulane                          | La Nouvelle-Orléans, Louisiane | 1834      | Privée               | Green Wave de Tulane      | 2014       |
| Université de Tulsa                        | Tulsa, Oklahoma                | 1894      | Privée               | Golden Hurricane de Tulsa | 2014       |
| Université de l'Alabama à Birmingham       | Birmingham, Alabama            | 1969      | Publique             | Blazers de l'UAB          | 2023       |
| Université du Texas à San Antonio          | San Antonio, Texas             | 1969      | Publique             | Roadrunners de l'UTSA     | 2023       |
| Université d'État de Wichita               | Wichita, Kansas                | 1895      | Publique             | Shockers de Wichita State | 2017       |

1. ↑  Temple était un membre de football américain seulement de 1991 à 2004, puis intègre le championnat football américain en 2012 et dans d'autres sports en 2013.
2. ↑  Wichita State n'a pas de programme de football américain.

### Membres associés
| Institutions                         | Siège                            | Fondation | Type     | Surnom                      | Sport              | Rejoint | Conférence primaire     |
| ------------------------------------ | -------------------------------- | --------- | -------- | --------------------------- | ------------------ | ------- | ----------------------- |
| Académie navale d'Annapolis          | Annapolis, Maryland              | 1845      | Fédéral  | Midshipmen de la Navy       | Football américain | 2015    | Patriot League          |
| Académie militaire de West Point     | West Point, New York             | 1802      | Fédéral  | Black Knights de l'Army     | Football américain | 2024    | Patriot League          |
| Université internationale de Floride | Miami, Floride                   | 1965      | Publique | Panthers de FIU             | Natation féminine  | 2022    | Conference USA          |
| Université internationale de Floride | Miami, Floride                   | 1965      | Publique | Panthers de FIU             | Soccer masculin    | 2022    | Conference USA          |
| Université James Madison             | Harrisonburg, Virginie           | 1906      | Publique | Dukes de James Madison      | Crosse féminine    | 2022    | Sun Belt Conference     |
| Université James Madison             | Harrisonburg, Virginie           | 1906      | Publique | Dukes de James Madison      | Natation féminine  | 2025    | Sun Belt Conference     |
| Université Liberty                   | Lynchburg, Virginie              | 1971      | Privée   | Lady Flames de Liberty      | Natation féminine  | 2025    | Conference USA          |
| Université Marshall                  | Huntington, Virginie-Occidentale | 1837      | Publique | Thundering Herd de Marshall | Natation féminine  | 2025    | Sun Belt Conference     |
| Université d'État du Missouri        | Springfield, Missouri            | 1905      | Publique | Bears de Missouri State     | Soccer masculin    | 2025    | Conference USA          |
| Université Old Dominion              | Norfolk, Virginie                | 1930      | Publique | Monarchs d'Old Dominion     | Crosse féminine    | 2020    | Sun Belt Conference     |
| Université Vanderbilt                | Nashville, Tennessee             | 1873      | Privée   | Commodores de Vanderbilt    | Crosse féminine    | 2018    | Southeastern Conference |

### Ligne tu temps
Légende :
- Université membre d'une autre conférence

## Installations sportives
| Université       | Stade de football américain          | Capacité                           | Salle de basketball                         | Capacité                      | Stade de baseball                                               | Capacité                      |
| ---------------- | ------------------------------------ | ---------------------------------- | ------------------------------------------- | ----------------------------- | --------------------------------------------------------------- | ----------------------------- |
| Membres          |                                      |                                    |                                             |                               |                                                                 |                               |
| Charlotte        | Jerry Richardson Stadium (en)        | 15 300                             | Dale F. Halton Arena (en)                   | 9 105                         | Robert and Mariam Hayes Stadium (en)                            | 3 000                         |
| East Carolina    | Dowdy-Ficklen Stadium                | 50 000                             | Williams Arena at Minges Coliseum (en)      | 8 000                         | Clark–LeClair Stadium (en)                                      | 5 000                         |
| Florida Atlantic | FAU Stadium                          | 29 419                             | Eleanor R. Baldwin Arena (en)               | 2 900                         | FAU Baseball Stadium (en)                                       | 2 000                         |
| Memphis          | Simmons Bank Liberty Stadium         | 59 308                             | FedExForum Elma Roane Fieldhouse (en) (F)   | 18 119 2 565                  | FedExPark (en)                                                  | 2 000                         |
| North Texas      | DATCU Stadium (en)                   | 30 850                             | UNT Coliseum (en)                           | 10 032                        | Pas de baseball                                                 | Pas de baseball               |
| Rice             | Rice Stadium                         | 47 000                             | Tudor Fieldhouse (en)                       | 5 208                         | Reckling Park (en)                                              | 7 000                         |
| South Florida    | Raymond James Stadium                | 65 908                             | Yuengling Center (en)                       | 10 411                        | USF Baseball Stadium                                            | 3 211                         |
| Temple           | Lincoln Financial Field              | 68 532                             | Liacouras Center McGonigle Hall (en) (F)    | 10 207 3 900                  | Skip Wilson Field                                               | 1 000                         |
| Tulane           | Yulman Stadium                       | 30 000                             | Smoothie King Center Devlin Fieldhouse (en) | 18 500 3 600                  | Greer Field at Turchin Stadium                                  | 5 000                         |
| Tulsa            | Skelly Field at H.A. Chapman Stadium | 30 000                             | Reynolds Center (en)                        | 8 355                         | Pas de baseball                                                 | Pas de baseball               |
| UAB              | Protective Stadium                   | 47 100                             | Bartow Arena (en)                           | 8 508                         | Young Memorial Field (primaire) Regions Field (en) (secondaire) | 1 000 8 500                   |
| UTSA             | Alamodome                            | 36 582                             | Convocation Center (en)                     | 4 080                         | Roadrunner Field                                                | 800                           |
| Wichita State    | Pas d'équipe de football américain   | Pas d'équipe de football américain | Charles Koch Arena (en)                     | 10 506                        | Eck Stadium                                                     | 7 851                         |
| Membres associés |                                      |                                    |                                             |                               |                                                                 |                               |
| Army             | Michie Stadium                       | 38 000                             | Football américain uniquement               | Football américain uniquement | Football américain uniquement                                   | Football américain uniquement |
| Navy             | Navy-Marine Corps Memorial Stadium   | 34 000                             | Football américain uniquement               | Football américain uniquement | Football américain uniquement                                   | Football américain uniquement |

1. ↑  La capacité totale est de 65 000 places. Cependant, pour la plupart des matchs, l'UTSA vend des billets uniquement dans le bol inférieur du stade, d'une capacité de 36 582 places.

## Ancien logo

Logo de l'American Athletic Conference (2013-2025)

## Finales de conférence de l'American Conference en football américain
Le tableau ci-dessous détaille les finales de la conférence. Les équipes gagnantes sont en gras et le classement des équipes est celui décerné par l'Associated Press (AP) avant la finale.
| Date              | Division Est                | Score                   | Division Ouest                | Site                                                    | Assistance |
| ----------------- | --------------------------- | ----------------------- | ----------------------------- | ------------------------------------------------------- | ---------- |
| 5 décembre 2015   | #20 Owls de Temple          | 13 - 24                 | 17 Cougars de Houston         | TDECU Stadium, Houston, Texas                           | 35 721     |
| 3 décembre 2016   | Owls de Temple              | 34 - 10                 | #20 Midshipmen de la Navy     | Navy-Marine Corps Memorial Stadium, Annapolis, Maryland | 22 815     |
| 2 décembre 2017   | 12 Knights de l'UCF         | 62 2ET 55               | #16 Tigers de Memphis         | Spectrum Stadium, Orlando, Floride                      | 41 433     |
| 1er décembre 2018 | #8 Knights de l'UCF         | 56 - 41                 | Tigers de Memphis             | Spectrum Stadium, Orlando, Floride                      | 45 176     |
| 7 décembre 2019   | #21 Bearcats de Cincinnati  | 24 - 29                 | 16 Tigers de Memphis          | Simmons Bank Liberty Stadium, Memphis, Tennessee        | 33 008     |
| Date              | 1re en saison régulière     | 1re en saison régulière | 2e en saison régulière        | Site                                                    | Assistance |
| 19 décembre 2020  | #6 Bearcats de Cincinnati   | 27 - 24                 | #20 Golden Hurricane de Tulsa | Nippert Stadium, Cincinnati, Ohio                       | 5 831      |
| 4 décembre 2021   | #3 Bearcats de Cincinnati   | 35 - 20                 | #16 Cougars de Houston        | Nippert Stadium, Cincinnati, Ohio                       | 37 978     |
| 3 décembre 2022   | #18 Green Wave de Tulane    | 45 - 28                 | #22 Knights de l'UCF          | Yulman Stadium, La Nouvelle-Orléans, Louisiane          | 30 118     |
| 2 décembre 2023   | #17 Green Wave de Tulane    | 14 - 26                 | #25 Mustangs de SMU           | Yulman Stadium, La Nouvelle-Orléans, Louisiane          | 25 206     |
| 6 décembre 2024   | #24 Black Knights de l'Army | 35 - 14                 | Green Wave de Tulane          | Michie Stadium, West Point, New York                    | 14 016     |

| Saison | Joueur                  | Équipe     |
| ------ | ----------------------- | ---------- |
| 2015   | QB Greg Ward Jr. (en)   | Houston    |
| 2016   | QB Phillip Walker (en)  | Temple     |
| 2017   | QB McKenzie Milton (en) | UCF        |
| 2018   | QB Darriel Mack Jr.     | UCF        |
| 2019   | WR Antonio Gibson       | Memphis    |
| 2020   | QB Desmond Ridder       | Cincinnati |
| 2021   | RB Jerome Ford (en)     | Cincinnati |
| 2022   | QB Michael Pratt (en)   | Tulane     |
| 2023   | S Isaiah Nwokobia       | SMU        |
| 2024   | QB Bryson Daily (en)    | Army       |

Les 49ers de Charlotte, les Pirates d'East Carolina, les Owls de Florida Atlantic, le Mean Green de North Texas, les Owls de Rice, les Bulls de South Florida, les Blazers de l'UAB, les Roadrunners de l'UTSA et les Huskies du Connecticut (devenus indépendants en 2020) n'ont jamais participé à une finale de conférence de l'American. Les Shockers de Wichita State n'ont pas d'équipe de football américain.
| Nb. | Équipe                    | V | D | %     | Saisons gagnantes | Saisons perdantes |
| --- | ------------------------- | - | - | ----- | ----------------- | ----------------- |
| 3   | Bearcats de Cincinnati    | 2 | 1 | 66,7  | 2020, 2021        | 2019              |
| 3   | Knights de l'UCF          | 2 | 1 | 66,6  | 2017, 2018        | 2022              |
| 3   | Tigers de Memphis         | 1 | 2 | 33,3  | 2019              | 2017, 2018        |
| 3   | Green Wave de Tulane      | 1 | 2 | 33,3  | 2022              | 2023, 2024        |
| 2   | Cougars de Houston        | 1 | 1 | 50,0  | 2015              | 2021              |
| 2   | Owls de Temple            | 1 | 1 | 50,0  | 2016              | 2015              |
| 1   | Black Knights de l'Army   | 1 | 0 | 100,0 | 2024              |                   |
| 1   | Mustangs de SMU           | 1 | 0 | 100,0 | 2023              |                   |
| 1   | Midshipmen de la Navy     | 0 | 1 | 00,0  |                   | 2016              |
| 1   | Golden Hurricane de Tulsa | 0 | 1 | 00,0  |                   | 2020              |